# Tatta

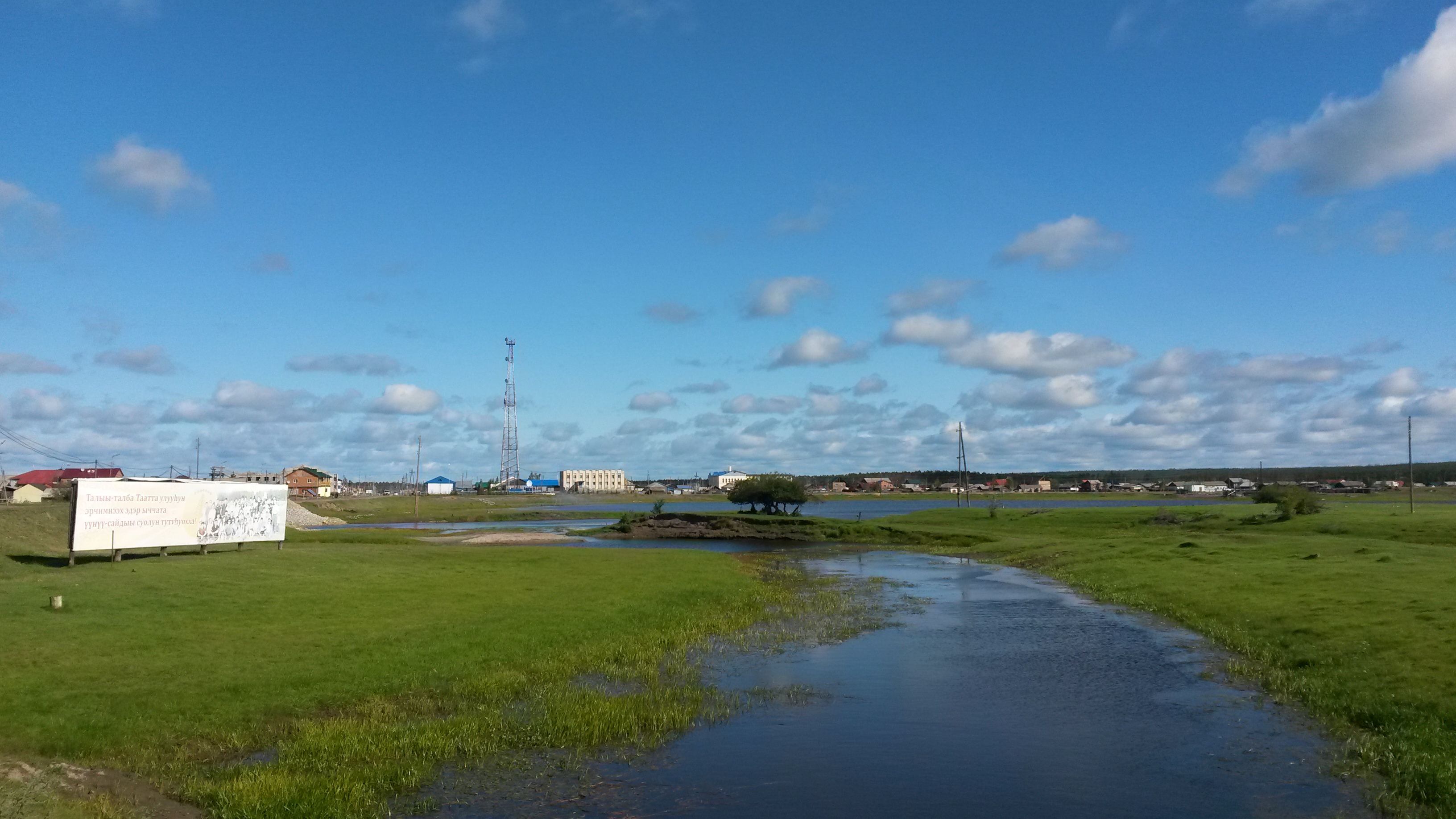
Tatta

Die Tatta (russisch Татта) ist ein linker Nebenfluss des Aldan in der Republik Sacha in Ostsibirien.
Sie entspringt etwa 100 km östlich von Jakutsk im Nordostteil des Lenaplateaus. Sie fließt zuerst in nordöstlicher Richtung, wendet sich dann östlich des Dorfes Tschuraptscha nach Norden. Die Kolyma-Fernstraße, die Jakutsk mit Magadan verbindet, verläuft entlang dem Mittellauf der Tatta. Hier befindet sich auch die Siedlung Ytyk-Kjujol. Die Tatta mündet schließlich nach 414 km Länge in den Aldan. Sie entwässert ein Areal von 10.200 km². Ihr mittlerer Abfluss beträgt 5 m³/s.